# The Blood of Jesus
The Blood of Jesus ist ein religiöser Racefilm aus dem Jahre 1941. Der Film wurde von Sack Amusement Enterprises produziert. Spencer Williams schrieb das Drehbuch, führte Regie und übernahm die Nebenrolle von Ras Jackson. Der Film galt viele Jahre als verschollen, bis in den 1980er Jahren eine Kopie des Films gefunden wurde. Der Film wurde in zahlreichen Kirchen der Southern Baptist Convention und im Kino vorgeführt.

## Handlung
Ein kleines afroamerikanisches Dorf: Hier ist die ganze Gemeinde versammelt, um die Taufe von Schwester Martha Ann Jackson am See mitzuerleben. Allerdings zieht es ihr Mann Ras Jackson lieber vor, Wildschweine zu jagen, als dieses Ereignis mitzuerleben.
Nach der Taufe ereignet sich ein Unfall, bei dem das Gewehr von Ras Jackson umfällt und Martha durch den Schreck ins Koma fällt. Die ganze Gemeinde steht ihrem Mann bei und hält bei ihr Wache. Martha sieht währenddessen die Pforte des Himmels. Sie steht schließlich auf einem Acker und ein weiblicher Engel erscheint ihr. Der Engel ermahnt sie, auf dem rechten Weg in Richtung Himmel zu bleiben und verlässt sie.
Diese Chance nutzt der Teufel und beauftragt Judas Green, damit ihre Seele zu verderben. Er führt sie in die Stadt, in der sie das sündhafte Leben kennenlernt. Dort führt er sie in einen Nachtclub, in dem Jazz-Musik gespielt wird und Akrobaten auftreten.
Dieser Besuch im Nachtclub bleibt nicht ohne Folgen, denn sie hat Schulden bei Judas Green gemacht. Dieser schlägt ihr vor, für den Roadhousebesitzer Rufus Brown zu arbeiten. Sie soll Männer verführen und bestehlen. Ihr Gewissen weigert sich so sehr, dass sie flieht. Allerdings wird ein Besucher des Roadhouses bestohlen. Dieser nimmt mit seinen Freunden die Verfolgung der gläubigen Frau auf. Bei einem Kreuz stolpert Martha und die Männer versuchen, sie zu steinigen. Sie weint. Auch die Jesus-Christus-Figur am Kreuz weint Blut und spricht zu den Angreifern: „Wer ohne Sünde ist, werfe den ersten Stein.“
Martha erwacht aus dem Koma und sieht, wie ihr Mann für sie betet und ihn die Gemeindemitglieder dabei unterstützen.

## Soundtrack
Der Soundtrack des Films bestand hauptsächlich aus Gospelliedern die vom Reverend R.L. Robinson's Heavenly Choir gesungen wurden. Die restlichen drei Songs Run, Child, Run, Swing Low, Sweet Chariot und Weary Blues wurden von einer Jazzband gespielt.
- All God's Children Got Shoes
- Amazing Grace
- Go Down, Moses
- Good News!
- I've Heard of a City Called Heaven
- On Jordan's Stormy Banks I Stand
- Run, Child, Run
- Swing Low, Sweet Chariot
- Weary Blues
- Were You There When They Crucified My Lord?

## Hintergrundinformationen
Der Film wurde mit einem Budget von 5.000 US-Dollar in Texas gedreht. Die Darstellerriege wurde hauptsächlich aus dem Reverend R.L. Robinson's Heavenly Choir gestellt. Die Szenen mit der Himmelspforte stammen aus dem italienischen Film L'Inferno aus dem Jahre 1911. Der Film wurde auch unter dem Titel The Glory Road veröffentlicht.
Das Drehbuch stammt aus der Feder von Spencer Williams, der bereits seit den 1920er Jahren im Filmgeschäft tätig war. Im Jahre 1939 begann er seine Tätigkeit als Racefilm-Regisseur. Als Racefilm wurden Filme bezeichnet, die ausschließlich von Afroamerikanern produziert und gedreht wurden. Die Filme des Racefilms sind vergleichbar mit dem Independentfilm.
Dem Film folgten zwei Fortsetzungen Brother Martin: Servant of Jesus aus dem Jahre 1942 und Go Down Death aus dem Jahre 1944.
Der Film galt lange Jahre als verschollen, bis er in den 1980er Jahren in einem Lagerhaus in Tyler, Texas gefunden wurde. 1991 wurde der Film ins National Film Registry aufgenommen. Julie Dash nutzte Teile des Films als Inspirationsquelle für ihren eigenen Film Daughters of the Dust (1991).
Der Film wird als einer der bedeutendsten Filme des Racefilm-Genres bezeichnet.